# Sing Kung Cho Tong
Dit overzicht is mogelijk incompleet; u kunt helpen door het uit te breiden.
Sing Kung Cho Tong is een daoïstische tempel in Hongkong. Hij ligt in Tai Po District, New Territories en is in dat district de oudste daoïstische tempel. Het gebouw dateert uit 1936. In de tempel kan men naast bidden en offeren ook gratis medicijnen krijgen als men het financieel niet breed heeft. In 1990 werd Sing Kung Cho Tong gerestaureerd.